# Kimberleyprocessen

Medlemsländer i Kimberleyprocessen.

Kimberleyprocessen (KP), initierad av en grupp afrikanska diamantproducerande länder, skapade ett certifieringssystem (KPCS) i syfte att hindra rebellgrupper att med oslipade diamanter finansiera strider mot sittande regeringar.

## Tillkomst och syfte
Kimberleyprocessens certifieringssystem (KPCS) infördes efter att en mängd uppslitande konflikter finansierats genom diamanthandel. FN:s generalförsamling uttryckte genom sin resolution 55/56 sitt stöd för processen.
KPCS, som etablerades 2003, är ett samarbete mellan industrin, civilsamhället och ett antal regeringar, där certifiering för oslipade diamanters ursprung är tänkt att försvåra en marknad för så kallade konfliktdiamanter.

## Kritik
Kimberleyprocessen har fått kritik för att den undantar regeringars finansiering av väpnade konflikter med diamanter och för bristande kontroll av certifieringssystemet. Den snäva definitionen av konfliktdiamanter möjliggör att rådiamanter kan certifieras enligt KPCS även om de utvinns under förhållanden som kränker mänskliga rättigheter.